# NUCKS1
NUCKS1 (англ. Nuclear casein kinase and cyclin dependent kinase substrate 1) – білок, який кодується однойменним геном, розташованим у людей на короткому плечі 1-ї хромосоми.  Довжина поліпептидного ланцюга білка становить 243 амінокислот, а молекулярна маса — 27 296.
| 10         |  | 20         |  | 30         |  | 40         |  | 50         |
| ---------- |  | ---------- |  | ---------- |  | ---------- |  | ---------- |
| MSRPVRNRKV |  | VDYSQFQESD |  | DADEDYGRDS |  | GPPTKKIRSS |  | PREAKNKRRS |
| GKNSQEDSED |  | SEDKDVKTKK |  | DDSHSAEDSE |  | DEKEDHKNVR |  | QQRQAASKAA |
| SKQREMLMED |  | VGSEEEQEEE |  | DEAPFQEKDS |  | GSDEDFLMED |  | DDDSDYGSSK |
| KKNKKMVKKS |  | KPERKEKKMP |  | KPRLKATVTP |  | SPVKGKGKVG |  | RPTASKASKE |
| KTPSPKEEDE |  | EPESPPEKKT |  | STSPPPEKSG |  | DEGSEDEAPS |  | GED        |

A: Аланін

D: Аспарагінова кислота

E: Глутамінова кислота

F: Фенілаланін

G: Гліцин

H: Гістидин

I: Ізолейцин

K: Лізин

L: Лейцин

M: Метіонін

N: Аспарагін

P: Пролін

Q: Глутамін

R: Аргінін

S: Серин

T: Треонін

V: Валін

Кодований геном білок за функцією належить до фосфопротеїнів. 
Задіяний у таких біологічних процесах як поліморфізм, альтернативний сплайсинг. 
Локалізований у ядрі.